# Acidaliodes lycaugesia
Acidaliodes lycaugesia là một loài bướm đêm trong họ Noctuidae.